# 1140-1149
De jaren 1140-1149 (van de christelijke jaartelling) zijn een decennium in de 12e eeuw.

## Belangrijke gebeurtenissen

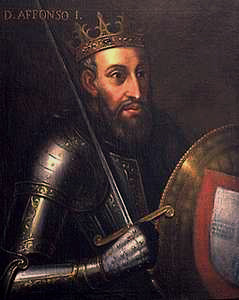
Alfons I van Portugal

### Tweede Kruistocht
- 1143 : Keizer Johannes II Komnenos van het Byzantijnse Rijk sterft, hij wordt opgevolgd door zijn zoon Manuel I Komnenos.
- 1143 : Koning Fulco V van Anjou van Jeruzalem sterft, hij wordt opgevolgd door zijn weduwe Melisende van Jeruzalem.
- 1144 : Beleg van Edessa. Atabeg Zengi verovert de stad.
- 1146 : Zengi wordt vermoord, Jocelin II van Edessa probeert de stad te heroveren, maar wordt verdreven door de zoon van Zengi, Nur ad-Din.
- 1146 : Bernard van Clairvaux roept op voor een Tweede Kruistocht.
- 1147 : De koningen Koenraad III en Lodewijk VII van Frankrijk, samen met zijn vrouw, doen aan de kruistocht mee.
- 1148 : Conflict tussen Lodewijk VII en Eleonora van Aquitanië.
- 1148 : Het Beleg van Damascus is een zware nederlaag voor de kruisvaarders en betekent het einde van de Tweede Kruistocht.

### Europa
- 1142 : Gertrude van Saksen, weduwe van Hendrik de Trotse hertog van Beieren, huwt met Hendrik II van Oostenrijk, die hiermee hertog van Beieren wordt.
- 1147 : Alfons I verovert met hulp van de kruisvaarders Lissabon.
- 1149 : De Almohaden, die net Noord-Afrika hebben veroverd, verdrijven de Almoraviden uit Al-Andalus.
- Ramon Berenguer IV van Barcelona verovert Tortosa, Lerida en andere steden op de moslims. (1148-1149). De moslims proberen Tortosa terug te veroveren, maar de stad wordt door haar vrouwen verdedigd.

### Lage Landen
- 1146 : Het bisdom Doornik is terug onafhankelijk van het bisdom Noyon.
- 1147 : De Vlaamse graaf Diederik van de Elzas neemt deel aan de Tweede Kruistocht en stelt voor die periode zijn gemalin Sybille van Anjou aan als regentes (1147-1150). In deze periode tracht Boudewijn IV van Henegouwen Vlaanderen te veroveren, maar de aanval wordt door Sybille krachtdadig afgeslagen. Zij laat Henegouwen verwoesten, waarna Boudewijn hetzelfde doet met Artesië. Pas als Diederik naar Vlaanderen terugkeert en de aartsbisschop van Reims als bemiddelaar optreedt, wordt een vrede gesloten.

### Publicaties
- Het decretum Gratiani (ca. 1140) wordt het uitgangspunt voor juridisch commentaar in de marge (glossen) evenals voor systematische kerkrechtelijke commentaren (summae).
- De Chronica sive Historia de duabus civitatibus (Kroniek of geschiedenis der twee steden), een wereldkroniek, wordt door bisschop Otto van Freising geschreven tussen 1143 en 1146

## Kunst en cultuur
- vroeggotiek
- renaissance van de twaalfde eeuw

<< · 1140 · 1141 · 1142 · 1143 · 1144 · 1145 · 1146 · 1147 · 1148 · 1149 · >>
<< · 1100-1109 · 1110-1119 · 1120-1129 · 1130-1139 · 1140-1149 · 1150-1159 · 1160-1169 · 1170-1179 · 1180-1189 · 1190-1199 · >>